# 莉拉·奥尔康
莉拉·奥尔康（英語：Leelah Alcorn，1997年10月15日－2014年12月28日）是美国一名跨性别女孩，她的自杀事件造成了国际影响。奥尔康在她的Tumblr博客上写了一封自杀遗书，写的是社会标准对跨性别人士的影响，以及希望她的去世能够就那些歧视、虐待和缺乏对跨性别人士支持的人一个对话机会。
莉拉·奥尔康在出生时为男性，并起名为“约书亚·奥尔康”。她由俄亥俄州一个基督的教会运动家庭抚养长大。14岁时，莉拉向自己的父母，卡拉·奥尔康（Carla Alcorn）和道格·奥尔康（Doug Alcorn），出柜并坦白自己的跨性别身份。但是她的父母拒绝承认她的女性性别认同。当她16岁时，她的父母拒绝了她提议的性别重整治疗，反而将她送往一家基于基督教的性倾向治疗。他们的目的是希望说服她拒绝自己的性别认同，转而接受自己的出生性别。在她向同学展示了自己对男性的吸引力之后，她父母将她从学校退学并阻止她进入社交媒体。在她的自杀遗书中，她表示孤独和异化是自己自杀的主要原因，并表示自己的父母是造成的这些感受。她最终选择在71号州际公路上接受车辆撞击而自杀。
奥尔康的遗书在她自杀几小时后通过系统设定而自动发送出来，这封遗书通过主流媒体和社交媒体很快引发了国际关注。LGBT权利活动家呼吁将奥尔康之死当作关注跨性别青少年所面临困境的证据，而在美国和英国则举行了悼念她的守夜活动。奥尔康的自杀最终引发了一个请愿活动，要求美国政府制定性倾向治疗的“莉拉法律”，并得到时任美国总统奥巴马的支持。一年之内，辛辛那提将性倾向治疗列为非法。奥尔康的父母被批评是由于他们的误导而导致莉拉的自杀，人们并通过媒体抨击他们。LGBT权利活动家丹·萨维奇指责是他们导致了莉拉·奥尔康之死，而社交媒体用户则对奥尔康的父母进行网上骚扰。但是奥尔康父母则认为基于他们的基督教教义，他们拒绝承认自己孩子的性别认同，并认为对孩子使用性倾向治疗是必须的。

## 人生简历
莉拉·奥尔康在出生时为男性，并被起名为“约书亚·瑞恩·奥尔康”。 但是她最终拒绝了这个名字，并在自己的自杀遗书中签名“（莉拉）·乔希·奥尔康”。 她是家中的几个孩子之一。 根据她的自述，她是在一个保守的基督教家庭长大， 隶属于辛辛那提的东北教会。她还曾经在《基督教纪事报》上写过一篇关于该教会的介绍。 截止到2014年，这个家庭还居住在俄亥俄州的金斯米尔斯。
根据她的遗书所述，莉拉·奥尔康从4岁就开始感觉自己“像是被困在一个男孩身体里的女孩”。而在她14岁的时候，当她开始意识到这一切，她就认定自己是一个跨性别女孩。 她立刻将自己的感受告诉了自己的母亲，但是她的母亲却对她的反应消极，并且告诉她，上帝让她成为一个男孩，所以她永远不可能成为一个女性。 莉拉表示她母亲的回答让她痛恨自己，并因此罹患抑郁症。 奥尔康的母亲将莉拉·奥尔康送到基督教性倾向治疗师那里，但是莉拉在后面提到她在那里只是听到“更多的基督徒”告诉她是“自私和错误的”，她“应该仰望上帝并求乞帮助”。当她16岁的时候，她向自己的父母要求接受性别重整治疗，但是她的父母拒绝了她的请求。用她的话说，“我感到绝望，因为我余下的生命里我将作为一个男性在蹒跚前行。在我16岁生日的时候，当我没有得到我父母允许我接受性别重整治疗的回答，我哭着入睡。”
当她16岁的时候，莉拉·奥尔康公开展示了自己对男性的吸引力，因为她相信她那个时候作为男同性恋出柜将为此后自己作为跨性别人士奠定一个基础。 根据莉拉的一位童年朋友的介绍，虽然奥尔康的父母感到震惊，但是她在金斯高中（Kings High School）却得到了很多人的认可。 用奥克康自己的话说，“他们觉得我正在攻击他们的想象，我让他们感到尴尬。他们希望我当他们的完美异性恋基督教男孩，但显然这不是我想要的。” 她的父母给她办理了休学，并注册了十一年级的网络学校俄亥俄虚拟学院。 根据奥尔康所述，她的父母把她与外部世界隔离开长达5个月的时间，并且禁止她使用社交媒体和很多其他的通讯方式。她说这是她选择自杀的一个很重要的原因。 在学期期末，她的父母把她的手机还给了她，允许她与她的朋友联系，然而在这时——根据奥尔康所述——她与很多朋友的关系已经变得很淡了，她仍然感到很孤立。
在她死前的两个月，奥尔康在社交媒体网站Reddit上面寻求帮助，询问她父母的作法是否可以认作虐待兒童。 她在这个网站上揭露尽管她的父母从未在肢体上虐待她，但是“他们总是以一种贬损的语气和我讲话，会说出‘你不会真的变成女生的’以及‘你打算做什么？跟男生上床吗？’‘上帝会把你送进地狱的’这样的话来。这些话让我对我自己感到很糟糕。我那时候是信仰基督教的，所以我觉得上帝恨我，我不值得活在这个世界上”。 她又进一步解释道：“我已经竭尽一切努力迎合他们的标准，努力成为异性恋男性，但最终我意识到我讨厌宗教，也讨厌我的父母。” 在Reddit上，奥尔康还说到医生给她开了更多剂量的抗抑郁药。 在结尾，她写道：“请帮助我，我不知道我该怎么办，我无法承受这么多。”
奥尔康的电脑在她自尽的地点附近被复原。电脑里包括一些对话，显示出她几天前曾经计划从71号州际公路的桥上跳下，但后来拨通了紧急热线电话，并且根据她与一个朋友所讲的，“在那里和一个女士聊着聊着就哭了起来，哭干了眼泪，哭了好几个小时”。

## 死亡经过
就在莉拉·奥尔康决定在2014年12月28日自杀前，她就已经设定好将自己的遗书在当天下午5:30发送到自己的Tumblr账户上。 在她的遗书里，她表示她将结束自己的生命，并评论道：
我已经决定，一切已经够了。即便我搬离这个家庭，我也无法成功重整我的性别。我永远不会满意于我的样貌和声音。我永远不会有足够的朋友来满足我。我也永远不会有足够的爱来满足我。我永远不会找到一个爱我的人。我永远不会快乐。我余下的生命里将像一个孤独的男人，我希望自己是一个女人，或者说我将像一个孤独的女人在自怨自艾。没有胜利。没有出路。我已经很伤心，我不需要我的生活变得更加糟糕。人们说“它将变得更好”，但在我的生命里，这是错误的。它只会变得更糟。每天我都变得更糟。这就是一切的原因，这就是我要自杀的原因。对不起，如果这不是个足够好的理由，但对我来说却足矣。
在她的遗书里，她表示希望将自己的遗产捐赠给一个支持跨性别人士的慈善机构，并呼吁在学校教授性别认同的内容。 这封遗书最后以“我的死必须意味着一些什么。我的死将被计入今年自杀的跨性别人士统计数字里。我希望当有人看到这个数字的时候能说‘（我们）搞砸了’并挽救它。请救救这个社会！”结尾。 随后，奥尔康的第二封以“对不起”为标题的帖子也随即发出。在这篇帖子里，她向自己的密友和兄弟姐妹道歉，表示自己的自杀将会给他们带去痛苦。同时她也在这里对自己的父母表示道，“肏！你不能像这样控制别人！这很糟糕！” 此外，在莉拉·奥尔康的床头还发现了一封由她手写的“我已经受够了”的遗书。但是这份遗书在警方复印之后就被她的母亲丢弃了。
12月28日凌晨，警方通告新闻媒体，在莉拉·奥尔康被撞击身亡之前，她正在靠近联盟镇的71号州际公路路段向南行走；在凌晨2:30左右，她在南莱巴嫩出口附近被一辆半拖车撞到。 莉拉·奥尔康当场死亡。据信，莉拉·奥尔康从她父母位于金斯米尔斯的家中出走三到四公里之后才被撞击身亡。 事发后，高速公路因此封闭了一个小时。 俄亥俄州高速公路巡逻队很快就此展开了调查， 奥尔康的尸体也被送往蒙哥马利县验尸官那里接受解剖。 事故当中，开车司机并没有受伤。
这份遗书发布48小时之内，在Tumblr上共吸引82,272次点阅； 而到了12月31日上午，这份遗书被转载多达200,000次。 为《波士顿环球报》撰稿的记者莫拉·约翰斯顿（Maura Johnston）形容这是一个“热帖”。 但这封遗书在奥尔康父母的要求下被Tumblr移除， 同时莉拉·奥尔康的博客也变成公众无法阅读的状态。 根据奥尔康的家庭牧师宣称，奥尔康家族在收到威胁之后决定私下进行葬礼。 据报道，奥尔康的遗体是被火化的。 俄亥俄州巡逻队在2015年4月30日完成对莉拉·奥尔康撞击事故的调查，并裁定莉拉為自杀。